# 大屯站
大屯站，位于中华人民共和国吉林省长春市朝阳区长春汽车经济技术开发区，是京哈铁路上的火车站，建于1907年，由沈阳铁路局管辖。